# Чульман (роз'їзд)
56°50′38″ пн. ш. 124°52′53″ сх. д. / 56.843888888889° пн. ш. 124.88138888889° сх. д.

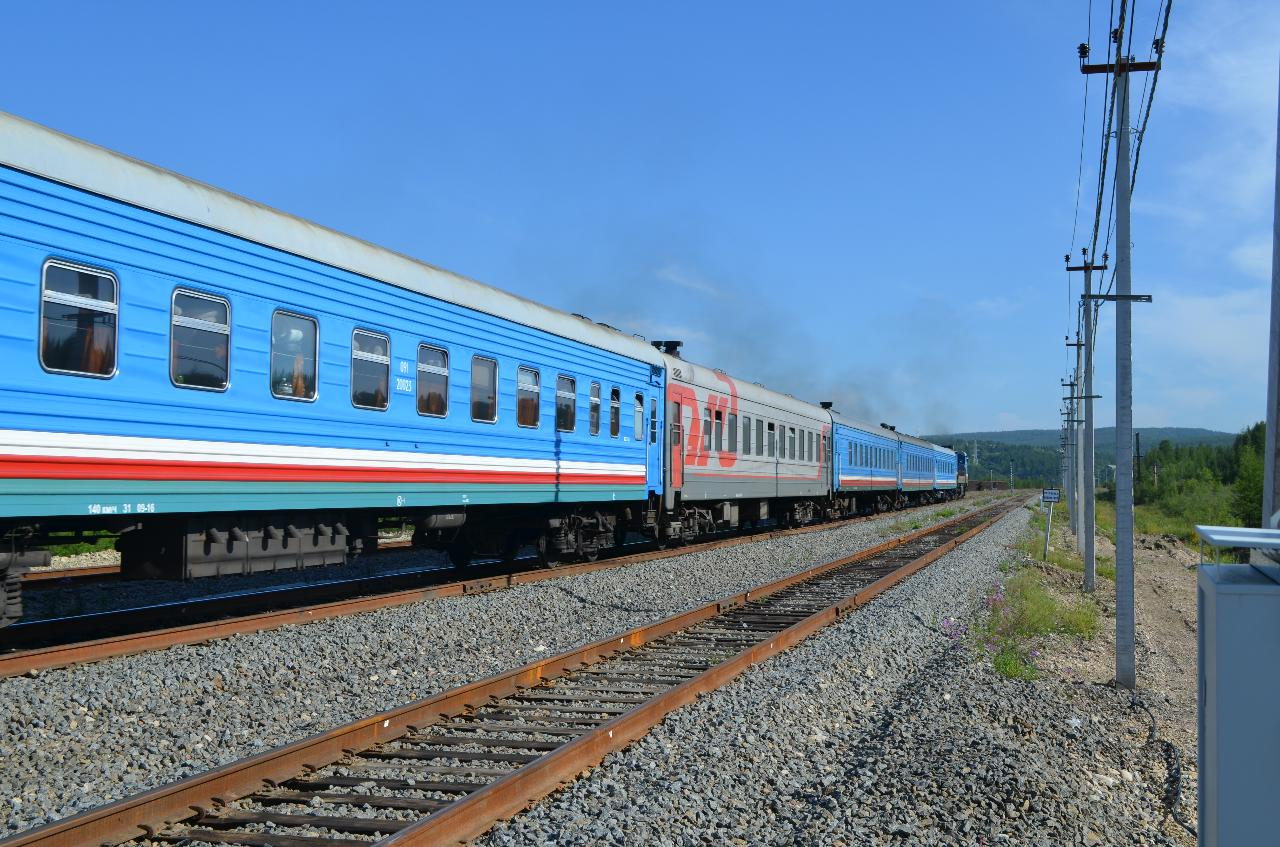
Пасажирський поїзд на роз'їзді Чульман

Чульман (рос. Чульман) — роз'їзд Якутської залізниці (Росія), розміщений на дільниці Нерюнгрі-Пасажирська — Нижній Бестях між станціями Денисовський (відстань — 11 км) і Чульбас (15 км). Відстань до ст. Нерюнгрі-Пасажирська — 30 км, до транзитного пункту Тинда — 259 км.